# Laulau (Saipán)
Laulau o Chalan Laulau es un asentamiento en Saipán, en las Islas Marianas del Norte. Se encuentra en la costa centro-este de la isla, cerca de la playa de Laulau, en el extremo norte de la bahía de Magicienne. Aunque bastante aislada, la playa es una atracción popular. El pueblo está comunicado por carretera con San Vicente, que se encuentra al sur.